# Taça de Portugal 2000/01
Die Taça de Portugal 2000/01 war die 61. Austragung des portugiesischen Pokalwettbewerbs. Er wurde vom portugiesischen Fußballverband ausgetragen. Pokalsieger wurde Titelverteidiger FC Porto, der sich im Finale gegen Marítimo Funchal durchsetzte. Porto qualifizierte sich mit dem Sieg für den UEFA-Pokal 2001/02.
Alle Begegnungen wurden in einem Spiel ausgetragen. Bei unentschiedenem Ausgang wurde zur Ermittlung des Siegers eine Verlängerung gespielt. Stand danach kein Sieger fest, wurde das Spiel wiederholt, eventuell mit Verlängerung und Elfmeterschießen.

## Teilnehmende Teams
| Primeira Liga (18) | Primeira Liga (18) | Segunda Liga (18) | Segunda Liga (18) |
| --- | --- | --- | --- |
| - FC Alverca - SC Beira-Mar - Belenenses Lissabon - Benfica Lissabon - Boavista Porto - Sporting Braga - SC Campomaiorense - Desportivo Aves - CF Estrela Amadora | - SC Farense - Gil Vicente FC - Marítimo Funchal - FC Paços de Ferreira - FC Porto - SC Salgueiros - Sporting Lissabon - União Leiria - Vitória Guimarães | - Académica de Coimbra - GD Chaves - SC Espinho - FC Felgueiras - SC Freamunde - Imortal DC - Leça FC - FC Maia - FC Marco | - Nacional Funchal - Naval 1º de Maio - AD Ovarense - FC Penafiel - Rio Ave FC - CD Santa Clara - Vitória Setúbal - União Lamas - Varzim SC |
| Segunda Divisão B (54) | | | |
| - Académico de Viseu FC - CD Alcains - RD Águeda - FC Barreirense - CD Arrifanense - Atlético CP - GD Bragança - Caldas SC - AD Camacha - CSD Câmara de Lobos - Canelas Gaia FC - Casa Pia AC - SC Covilhã - Atlético Cucujães | - Ermesinde SC - AD Esposende - GD Estoril Praia - CD Feirense - AD Fafe - FC Famalicão - CD Fátima - Gondomar SC - FC Infesta - Leixões SC - Lusitânia Lourosa - Louletano DC - SC Lourinhanense - Lusitano GC Évora | - AD Machico - AC Marinhense - Moreirense FC - SC Olhanense - Oliveira do Bairro SC - UD Oliveirense - CD Operário - Clube Oriental de Lisboa - USC Paredes - Pevidém SC - Sporting Pombal - Portimonense SC - AD Sanjoanense | - GDRC Os Sandinenses - FC Seixal - GD Sesimbra - SC São João de Ver - CD Torres Novas - CD Trofense - União de Coimbra - União Madeira - União Micaelense - SC União Torreense - UD Vilafranquense - Vilanovense FC - FC Vizela |
| Terceira Divisão (118) | | | |
| - GD Águias Camarate - GD Alcochetense - Amora FC - AC Alcanenense - SR Almancilense - Almada AC - Amarante FC - FC Amares - Anadia FC - SC Angrense - AA Avanca - FC Avintes - GD Fabril do Barreiro - CD Beja - Associação Beneditense CD - CF Benfica - Benfica e Castelo Branco - GDR Bidoeirense - SCE Bombarralense - Atlético Cabeceirense - Caçadores Taipas - Calipolense CD - UDR Caranguejeira - FC Castrense - FC Cesarense - GD Coruchense - O Elvas CAD - SC Esmoriz - CD Estarreja - Juventude Évora | - CF Fão - FC Flamengos - 1º de Maio Funchal - AD Fazendense - Ferroviária Entroncamento - Fiães SC - AD Fornos de Algodres - SL Fanhões - GD Gafanha - AD Guarda - CD Gouveia - GD Joane - CF Esperança Lagos - Juventude Lajense - SC Lamego - AD Limianos - FC Lixa - Sporting Lourel - AD Lousada - CD Lousanense - Lusitano VRSA - SC Lusitânia - FC Madalena - CD Mafra - GD Mangualde - SC Maria da Fonte - Merelinense FC - CA Mirandense - GD Mirandês - UR Mirense | - Desportivo de Monção - CDC Montalegre - Odivelas FC - GD de Oliveira de Frades - CD Olivais e Moscavide - Neves FC - FC Oliveira Hospital - Ourique DC - CD Paços de Brandão - Padernense Clube - Palmelense FC - Juventude Pedras Salgadas - Pedrouços AC - SC Penalva Castelo - GD Peniche - GD Pescadores - CD Pinhalnovense - AD Pontassolense - SC Estela Portalegre - CD Portalegrense - AD Portomosense - CD Portosantense - SC Praiense - CDR Quarteirense - Rebordosa AC - CD Ribeira Brava - GD Ribeirão - SC Rio Tinto - FC Pedras Rubras | - SG Sacavenense - GD Samora Correia - SC Dragões Sandinenses - UD Santarém - Santiago FC - AR São Martinho - GD São Roque - AD São Vicente - CD Santo António - AD Sátão - Vitória Sernache - Sertanense FC - GD Serzedelo - Sport União Sintrense - GD Sourense - ADRC Terras Bouro - FC Tirsense - GD Torre Moncorvo - União de Almeirim - União de Tomar - AD Valecambrense - SC Valenciano - Estrela Vendas Novas - Vasco da Gama AC - SC Vianense - SC Vilanovense - SC Vila Real - Vilaverdense FC - CD Vila Franca |
| Distrikte (22) | | | |
| - Atlético Aldenovense - SC Borbense - CF Caniçal - Charneca Caparica FC - CD Cinfães - Ginásio Clube Figueirense | - SC Guadalupe - SC Horta - CD Maximinense - FC Mogadourense - Sport Nisa e Benefica - Paio Pires FC | - UD Rio Maior - ADC Proença-a-Nova - CD Santo António Nordestinho - ADCR Serrana - Silves FC | - CD Sobrado - UD Tocha - UD Valonguense - GD Valpaços - CA Valdevez |

## 1. Runde
Teilnehmer waren 118 Vereine aus der Terceira Divisão und 22 Vereine der Distriktverbände. Die Spiele fanden am 9. September 2000 statt.
|                           | Ergebnis |                              |
| ------------------------- | -------- | ---------------------------- |
| Ginásio Clube Figueirense | 2:5      | GD de Oliveira de Frades     |
| Vitória Sernache          | 3:1      | AD Portomosense              |
| GDR Bidoeirense           | 1:4      | AD Fornos de Algodres        |
| Juventude Évora           | 5:0      | GD Pescadores                |
| Lusitano VRSA             | 4:0      | SL Fanhões                   |
| Ourique DC                | 2:3      | CDR Quarteirense             |
| Merelinense FC            | 3:0      | CDC Montalegre               |
| GD Serzedelo              | 0:5      | Fiães SC                     |
| GD São Roque              | 2:3      | UD Rio Maior                 |
| GD Joane                  | 4:2      | Atlético Cabeceirense        |
| GD Gafanha                | 4:2      | Benfica e Castelo Branco     |
| GD Coruchense             | 3:1      | SC Borbense                  |
| GD Mirandês               | 1:0      | Juventude Pedras Salgadas    |
| CD Portalegrense          | 1:2      | UD Tocha                     |
| GD Samora Correia         | 3:5      | CF Esperança Lagos           |
| GD Ribeirão               | 1:2      | SC Maria da Fonte            |
| Paio Pires FC             | 3:1      | Charneca Caparica FC         |
| Palmelense FC             | 6:2      | Padernense Clube             |
| SG Sacavenense            | 3:1      | Sport Nisa e Benefica        |
| ADCR Serrana              | 1:2      | União de Tomar               |
| SC Vilanovense            | 0:2      | SC Angrense                  |
| Silves FC                 | 2:1      | AD Pontassolense             |
| Sport União Sintrense     | 2:3      | GD Águias Camarate           |
| União de Almeirim         | 2:0      | Ferroviária Entroncamento    |
| ADRC Terras Bouro         | 3:1      | Pedrouços AC                 |
| SC Vila Real              | 2:0      | GD Torre Moncorvo            |
| SC Penalva Castelo        | 1:0      | SC Estela Portalegre         |
| AD Sátão                  | 1:0      | AC Alcanenense               |
| Santiago FC               | 0:1      | CD Vila Franca               |
| Rebordosa AC              | 5:1      | FC Avintes                   |
| SC Guadalupe              | 0:3      | CD Santo António             |
| SC Lamego                 | 2:1      | Amarante FC                  |
| SC Lusitânia              | 6:0      | CD Santo António Nordestinho |
| Sporting Lourel           | 1:2      | SR Almancilense              |
| GD Alcochetense           | 1:2      | Vasco da Gama AC             |
| FC Tirsense               | 4:2      | SC Rio Tinto                 |
| CA Mirandense             | 1:2      | AD Valecambrense             |
| Atlético Aldenovense      | 0:6      | CD Ribeira Brava             |
| AR São Martinho           | 2:4      | UD Valonguense               |
| FC Pedras Rubras          | 3:1      | SC Dragões Sandinenses       |
| 1º de Maio Funchal        | 3:2      | CD Beja                      |
| CD Estarreja              | 2:0      | UDR Caranguejeira            |
| CD Cinfães                | 0:1      | UD Santarém                  |
| Almada AC                 | 4:3      | CD Portosantense             |
| ADC Proença-a-Nova        | 0:2      | Anadia FC                    |
| AD Fazendense             | 2:1      | GD Peniche                   |
| AD São Vicente            | 0:2      | CD Olivais e Moscavide       |
| Associação Beneditense CD | 2:1      | FC Oliveira Hospital         |
| AD Guarda                 | 4:1      | UR Mirense                   |
| AD Limianos               | 1:2      | Desportivo de Monção         |
| GD Valpaços               | 2:3      | FC Lixa                      |
| AD Lousada                | 3:2      | SC Esmoriz                   |
| CD Gouveia                | 2:1      | Sertanense FC                |
| Juventude Lajense         | 0:1      | SC Praiense                  |
| FC Castrense              | 2:3      | Amora FC                     |
| FC Amares                 | 0:3      | SC Valenciano                |
| CF Fão                    | 2:4      | Caçadores Taipas             |
| FC Cesarense              | 4:2      | GD Mangualde                 |
| FC Flamengos              | 4:1      | SC Horta                     |
| FC Mogadourense           | 1:2      | CA Valdevez                  |
| FC Madalena               | 0:2      | Calipolense CD               |
| GD Fabril do Barreiro     | 2:3      | Odivelas FC                  |
| Estrela Vendas Novas      | 1:2      | CF Benfica                   |
| CD Mafra                  | 3:1      | O Elvas CAD                  |
| CD Lousanense             | 4:1      | SCE Bombarralense            |
| CD Maximinense            | 2:1      | Neves FC                     |
| CD Paços de Brandão       | 0:1      | Vilaverdense FC              |
| CD Sobrado                | 0:4      | SC Vianense                  |
| CD Pinhalnovense          | 6:0      | CF Caniçal                   |
| AA Avanca                 | 1:3      | GD Sourense                  |

## 2. Runde
Zu den 70 qualifizierten Teams aus der 1. Runde kamen 54 Vereine aus der drittklassigen Segunda Divisão B hinzu. Reservemannschaften von Profiklubs waren nicht teilnahmeberechtigt. Die Spiele fanden am 1. Oktober 2000 statt.
|                           | Ergebnis |                          |
| ------------------------- | -------- | ------------------------ |
| Merelinense FC            | 0:1      | SC Vila Real             |
| Lusitano GC Évora         | 2:1      | Lusitano VRSA            |
| Moreirense FC             | 5:2      | Pevidém SC               |
| Odivelas FC               | 0:1      | Casa Pia AC              |
| CD Operário               | 11:00    | CD Santo António         |
| Oliveira do Bairro SC     | 1:0      | UD Vilafranquense        |
| Louletano DC              | 1:0      | União Madeira            |
| Leixões SC                | 2:0      | SC Maria da Fonte        |
| GD Bragança               | 2:0      | Rebordosa AC             |
| GD Águias Camarate        | 3:1      | CD Pinhalnovense         |
| GD Estoril Praia          | 2:0      | CDR Quarteirense         |
| GD Sesimbra               | 0:3      | Atlético CP              |
| Gondomar SC               | 2:0      | GD Mirandês              |
| Vitória Sernache          | 3:2      | CD Gouveia               |
| Paio Pires FC             | 1:2      | SG Sacavenense           |
| Portimonense SC           | 2:0      | Clube Oriental de Lisboa |
| ADRC Terras Bouro         | 0:2      | GD Joane                 |
| SC União Torreense        | 3:2      | Sporting Pombal          |
| UD Santarém               | 0:3      | União de Coimbra         |
| UD Tocha                  | 2:0      | CD Alcains               |
| Vilaverdense FC           | 0:2      | SC Valenciano            |
| USC Paredes               | 2:3      | Vilanovense FC           |
| SC Vianense               | 1:0      | Canelas Gaia FC          |
| SC Praiense               | 1:0      | Juventude Évora          |
| GDRC Os Sandinenses       | 1:0      | AD Fafe                  |
| RD Águeda                 | 1:2      | SC Lourinhanense         |
| AD Sátão                  | 1:0      | GD Coruchense            |
| SC Lamego                 | 4:0      | GD Gafanha               |
| SC Penalva Castelo        | 1:0      | União de Tomar           |
| SC Olhanense              | 2:0      | Silves FC                |
| CF Benfica                | 1:0      | CD Olivais e Moscavide   |
| Fiães SC                  | 1:2      | SC Covilhã               |
| Académico de Viseu FC     | 0:1      | CD Arrifanense           |
| FC Pedras Rubras          | 2:0      | Lusitânia Lourosa        |
| Caldas SC                 | 2:1      | Anadia FC                |
| Calipolense CD            | 1:4      | CF Esperança Lagos       |
| 1º de Maio Funchal        | 1:0      | Palmelense FC            |
| Caçadores Taipas          | 5:0      | SC São João de Ver       |
| Amora FC                  | 2:1      | AD Camacha               |
| Almada AC                 | 3:1      | SR Almancilense          |
| AD Fazendense             | 0:2      | UD Oliveirense           |
| AC Marinhense             | 2:1      | AD Guarda                |
| AD Fornos de Algodres     | 1:3      | GD de Oliveira de Frades |
| AD Sanjoanense            | 3:2      | Atlético Cucujães        |
| UD Valonguense            | 2:1      | União de Almeirim        |
| AD Valecambrense          | 2:4      | CD Feirense              |
| CD Estarreja              | 4:1      | UD Rio Maior             |
| CD Mafra                  | 2:1      | SC Lusitânia             |
| FC Barreirense            | 3:1      | FC Seixal                |
| Ermesinde SC              | 1:0      | AD Esposende             |
| FC Cesarense              | 2:4      | CD Fátima                |
| FC Infesta                | 2:0      | AD Lousada               |
| FC Tirsense               | 0:1      | FC Vizela                |
| FC Lixa                   | 3:1      | CA Valdevez              |
| Desportivo de Monção      | 0:1      | CD Maximinense           |
| União Micaelense          | 1:6      | Vasco da Gama AC         |
| GD Sourense               | 2:1      | CD Torres Novas          |
| CD Ribeira Brava          | 4:0      | FC Flamengos             |
| CD Trofense               | 0:2      | FC Famalicão             |
| CD Vila Franca            | 4:0      | SC Angrense              |
| CSD Câmara de Lobos       | 3:1      | AD Machico               |
| Associação Beneditense CD | 1:0      | CD Lousanense            |

## 3. Runde
Qualifiziert waren die 62 Teams aus der 2. Runde und die 18 Vereine aus der zweitklassigen Segunda Liga. Die Spiele fanden am 1. November 2000 statt.
|                          | Ergebnis  |                           |
| ------------------------ | --------- | ------------------------- |
| CD Operário              | 0:1       | SG Sacavenense            |
| Portimonense SC          | 1:2       | SC Freamunde              |
| Rio Ave FC               | 3:1       | GD Sourense               |
| SC Covilhã               | 2:1       | GDRC Os Sandinenses       |
| Oliveira do Bairro SC    | 0:3       | FC Infesta                |
| Naval 1º de Maio         | 2:0       | SC Vianense               |
| Imortal DC               | 4:2       | FC Vizela                 |
| Louletano DC             | 2:0       | FC Marco                  |
| Lusitano GC Évora        | 2:1       | CD Maximinense            |
| SC Espinho               | 1:3 n. V. | FC Penafiel               |
| SC Lourinhanense         | 1:2       | Leça FC                   |
| Vasco da Gama AC         | 1:0       | Almada AC                 |
| Vitória Setúbal          | 3:0 n. V. | GD Chaves                 |
| Vilanovense FC           | 1:2       | Casa Pia AC               |
| UD Tocha                 | 1:5       | Moreirense FC             |
| UD Oliveirense           | 2:1       | CD Mafra                  |
| SC Olhanense             | 1:3       | Varzim SC                 |
| SC Penalva Castelo       | 3:1       | Associação Beneditense CD |
| SC Praiense              | 0:2       | FC Lixa                   |
| Gondomar SC              | 3:0       | CF Esperança Lagos        |
| Vitória Sernache         | 0:2       | AD Sanjoanense            |
| FC Pedras Rubras         | 0:1       | Caldas SC                 |
| Caçadores Taipas         | 1:2       | FC Barreirense            |
| CD Arrifanense           | 0:1       | Leixões SC                |
| Atlético CP              | 1:0       | FC Maia                   |
| Amora FC                 | 2:1       | 1º de Maio Funchal        |
| AC Marinhense            | 2:0       | SC Vila Real              |
| AD Ovarense              | 2:1       | SC União Torreense        |
| UD Valonguense           | 1:2       | CD Fátima                 |
| CD Feirense              | 3:1       | CD Ribeira Brava          |
| Nacional Funchal         | 2:0       | Ermesinde SC              |
| GD Bragança              | 1:0       | União de Coimbra          |
| GD Estoril Praia         | 4:1       | CSD Câmara de Lobos       |
| GD de Oliveira de Frades | 3:1       | CD Estarreja              |
| GD Águias Camarate       | 3:0       | SC Lamego                 |
| CF Benfica               | 1:0       | CD Santa Clara            |
| União Lamas              | 2:0       | CD Vila Franca            |
| FC Famalicão             | 3:1       | GD Joane                  |
| FC Felgueiras            | 3:0       | SC Valenciano             |
| AD Sátão                 | 1:2       | Académica de Coimbra      |

## 4. Runde
Zu den 40 qualifizierten Teams aus der 3. Runde kamen die 18 Vereine der Primera Liga hinzu. Die Spiele fanden zwischen dem 25. und 26. November 2000 statt.
|                          | Ergebnis  |                      |
| ------------------------ | --------- | -------------------- |
| União Lamas              | 0:3       | Sporting Lissabon    |
| Leça FC                  | 2:1       | FC Lixa              |
| Moreirense FC            | 4:3       | Vitória Guimarães    |
| Gil Vicente FC           | 1:0       | FC Barreirense       |
| GD de Oliveira de Frades | 1:4       | Amora FC             |
| CF Benfica               | 0:1       | FC Paços de Ferreira |
| Naval 1º de Maio         | 0:2       | Rio Ave FC           |
| SC Farense               | 2:1       | Imortal DC           |
| União Leiria             | 1:0       | CF Estrela Amadora   |
| Varzim SC                | 4:0       | GD Águias Camarate   |
| SG Sacavenense           | 0:1       | FC Penafiel          |
| SC Penalva Castelo       | 1:2 n. V. | GD Bragança          |
| FC Porto                 | 2:1       | Atlético CP          |
| Sporting Braga           | 1:2       | GD Estoril Praia     |
| FC Infesta               | 3:0       | Caldas SC            |
| AD Ovarense              | 1:2       | FC Felgueiras        |
| Académica de Coimbra     | 1:2       | Leixões SC           |
| AC Marinhense            | 0:1       | CD Feirense          |
| Gondomar SC              | 0:0 n. V. | UD Oliveirense       |
| AD Sanjoanense           | 03:0 1    | SC Beira-Mar         |
| Boavista Porto           | 6:1       | SC Freamunde         |
| FC Alverca               | 2:1       | Lusitano GC Évora    |
| Marítimo Funchal         | 3:0       | Casa Pia AC          |
| Nacional Funchal         | 3:0       | SC Salgueiros        |
| Desportivo Aves          | 7:2       | Vasco da Gama AC     |
| CD Fátima                | 0:1       | Belenenses Lissabon  |
| Louletano DC             | 3:1       | Vitória Setúbal      |
| SC Campomaiorense        | 0:1       | Benfica Lissabon     |
| FC Famalicão             | 1:0       | SC Covilhã           |

### Wiederholungsspiel
|                | Ergebnis |             |
| -------------- | -------- | ----------- |
| UD Oliveirense | 1:0      | Gondomar SC |

## 5. Runde
Qualifiziert waren die 29 Sieger der 4. Runde. Die Spiele fanden zwischen dem 20. Dezember 2000 und 31. Januar 2001 statt.

Freilos: Nacional Funchal
|                   | Ergebnis  |                      |
| ----------------- | --------- | -------------------- |
| Marítimo Funchal  | 1:0 n. V. | União Leiria         |
| FC Alverca        | 1:1 n. V. | FC Paços de Ferreira |
| Boavista Porto    | 3:0       | Desportivo Aves      |
| Leça FC           | 0:0 n. V. | SC Farense           |
| FC Felgueiras     | 0:3       | FC Porto             |
| FC Penafiel       | 1:0       | FC Infesta           |
| FC Famalicão      | 3:2 n. V. | Belenenses Lissabon  |
| CD Feirense       | 0:2       | Moreirense FC        |
| GD Bragança       | 2:0       | Varzim SC            |
| Gil Vicente FC    | 1:0       | UD Oliveirense       |
| Sporting Lissabon | 4:1       | Leixões SC           |
| Louletano DC      | 1:3       | Benfica Lissabon     |
| AD Sanjoanense    | 0:1       | Rio Ave FC           |
| GD Estoril Praia  | 3:0       | Amora FC             |

### Wiederholungsspiele
|                      | Ergebnis |            |
| -------------------- | -------- | ---------- |
| SC Farense           | 4:2      | Leça FC    |
| FC Paços de Ferreira | 3:2      | FC Alverca |

## Achtelfinale
Qualifiziert waren die 15 Sieger der 5. Runde. Die Spiele fanden am 16. und 17. Januar 2001 statt.

Freilos: FC Paços de Ferreira
|                   | Ergebnis  |                  |
| ----------------- | --------- | ---------------- |
| FC Famalicão      | 2:1       | Gil Vicente FC   |
| Sporting Lissabon | 3:3 n. V. | Nacional Funchal |
| Benfica Lissabon  | 1:1 n. V. | FC Porto         |
| SC Farense        | 0:1 n. V. | Marítimo Funchal |
| GD Bragança       | 3:2       | Rio Ave FC       |
| Moreirense FC     | 5:2       | GD Estoril Praia |
| FC Penafiel       | 0:1       | Boavista Porto   |

### Wiederholungsspiel
|                  | Ergebnis |                   |
| ---------------- | -------- | ----------------- |
| FC Porto         | 4:0      | Benfica Lissabon  |
| Nacional Funchal | 0:2      | Sporting Lissabon |

## Viertelfinale
Qualifiziert waren die 8 Sieger des Achtelfinals. Die Spiele fanden am 11. und 12. Februar 2001 statt.
|                      | Ergebnis  |                   |
| -------------------- | --------- | ----------------- |
| GD Bragança          | 1:2       | FC Porto          |
| Moreirense FC        | 1:2       | Boavista Porto    |
| FC Paços de Ferreira | 1:2 n. V. | Marítimo Funchal  |
| FC Famalicão         | 1:3       | Sporting Lissabon |

## Halbfinale
Die Spiele fanden am 22. und 31. März 2001 statt.
|                | Ergebnis  |                   |
| -------------- | --------- | ----------------- |
| FC Porto       | 2:1 n. V. | Sporting Lissabon |
| Boavista Porto | 0:1       | Marítimo Funchal  |

## Finale
| Paarung          | FC Porto – Marítimo Funchal |
| Ergebnis         | 2:0 (1:0) |
| Datum            | 10. Juni 2001 um 17:00 Uhr |
| Stadion          | Estádio Nacional, Oeiras |
| Schiedsrichter   | Jorge Coroado |
| Tore             | 1:0 Pena (13.) 2:0 Dmitri Alenitschew (79.) |
| FC Porto         | Sergei Owtschinnikow – Carlos Secretário, Jorge Costa , Jorge Andrade, Fernando Nélson – Carlos Paredes (46. Paulinho Santos), Deco, Dmitri Alenitschew, Nuno Capucho (85. António Folha) – Clayton (80. Cândido Costa), Pena Cheftrainer: Fernando Santos |
| Marítimo Funchal | Gilmar Dal Pozzo – Adelino Lopes, Paulo Sérgio Silva, Jorge Soares , Albertino Vieira – Bruno Fernandes (71. Marius Șumudică), Ilian Iliew (64. Bakero), Carlos Mariano, Joel Santos (80. Zeca) – Joaquim Ferraz, Hugo Porfírio Cheftrainer: Nelo Vingada  |
| Gelbe Karten     | Dmitri Alenitschew – Bruno Fernandes |